# イフリート〜断罪の炎人〜
『イフリート〜断罪の炎人〜』（イフリート だんざいのえんじん）は、吉田正紀による日本の漫画作品。『週刊少年サンデー』（小学館）にて、2007年2・3合併号から2008年40号まで連載された。単行本は全9巻。

## 概要
プロトタイプ版の読み切りとして、『週刊少年サンデー』2004年43号に掲載された「断罪の炎人」を持つが、短期集中連載『グランドライナー』の発表というブランクを置いた後の連載化となった。
「法で裁けぬ、晴らせぬ怨みを依頼者から引き受け成敗する」という、「仇討ちもの」としての傾向が強い。

## あらすじ
東京の片隅にある、小さな喫茶店。そこでは明るい看板娘・ニナミと、寡黙な青年・ユウが、マスターである源三郎のもと、給仕に精を出している。しかし彼らには、法で裁くことの出来ない犯罪者を殺害する殺し屋という裏の顔があった。身から放つ1000度の業火で罪人を焼き尽くす「イフリートの力」を使うユウと、-200度の冷気で外道を凍死させるニナミ。何者かによる人体改造により、望まぬ身体を手にしてしまった2人は、復讐のため嘱託殺人組織「咎人会」の断罪者として生きることを誓う。
力無き者の叫びを聞きつけて、今宵も咎人達による、断罪の宴が始まる。

## 登場人物

### 主要人物
石刀 ユウ（いわと ユウ）
主人公。表向きは喫茶店「九条」の従業員だが、裏の顔は殺し屋。
人体改造を受けてイフリートになってしまったため、以来感情が高ぶると体温が1000度ほどに上昇してしまうようになる。また、激しい運動をしても体温が上昇する上に、基礎体温すら常人よりも高く、そのまま放置すると自身が溶けてしまう。そのため、体を冷やしてくれるニナミと一緒でなければ生きられない。寝る時は人間サイズの冷蔵庫のような箱の中で寝ている。体を改造した者へ復讐するため、殺し屋をして情報を集めている。全身には無数の傷跡があり、そこから放熱しているような描写がある。非常に打たれ強く、殴られたぐらいでは動じない。彼が着ている服は超高温にも耐えられる特殊な服らしく、電気もある程度遮断できる。また、フェリクス・メンデルズのいた施設で見つけた新しい服は、以前の物より放熱量が調整しやすく動きやすい上に、同じ施設で見つけた自身の発する熱を利用するブースターや剣などを装備出来る。本人も与り知らないが、実は元々神貫同様イフリートの資質があったらしく、神貫との戦いの中でイフリート能力者として完全に覚醒した。
高校を卒業後、大学を休学して政情不安の国で行われる工事をする両親に付き添うが、飛行機が国に着いてすぐにテロリストに襲われ飛行機が炎上。両親や他の乗客は死にユウのみが運良く生き残り、神貫が率いていた傭兵団に助けられた。しかし裏切った神貫らによる傭兵への実験に巻き込まれ、イフリートへと改造されてしまう。その後、謎の組織により実験をされ続けるが、仕事中の源三郎に出会い、ニナミと共に殺し屋になった。当初、源三郎のことをあまり信用せず、自分の素性を詳しく話していなかったが、フェリクスの件で源三郎を信用するようになり、自分の素性を明かした。
普段は体温を上昇させないために無口・無表情を保っているが、本人が自称している通り頭に血が上りやすい性格で、外道な連中（標的）を目にすると我を忘れてしまうことが多々ある。本質的には他者を労わる心優しい性格だが、そのために殺し屋である自分に対して自己嫌悪に陥ることもある。子供っぽい一面もあり、最新鋭ロボットなど、好奇心を刺激するものを見ると多少興奮する。当初ニナミに対して恋愛感情はなかったが、組織の施設で初めて会って以来、彼女を必ず守ることを信条としており、神貫との最終決戦の場にて彼女への思いを吐露した。
神貫との決戦後は源三郎の喫茶店を受け継ぎ、ニナミ（結婚した模様）、唯と共に暮らしている。
読み切り版『断罪の炎人』での姿は、顔立ちは特に変わっていないが服装が異なり、連載版よりもややすっきりとした服装となっていて、なおニナミと2人で探偵事務所を経営している。
ニナミ
ヒロイン。表向きは喫茶店の看板娘だが、裏の顔はユウと同じく殺し屋。
じっとしていると体温がマイナス200度程度にまで低下し、そのまま放置すると自らが内側から凍り付いてしまう（神貫には氷の魔女と呼ばれている）。そのため体を温めてくれるユウと一緒でなければ生きられない。ニナミもユウ同様に特殊な箱（ユウの箱が「冷凍庫」なのに対し、ニナミ曰く「オーブングリル」）の中で寝ている。車の中で寝たために、運転していた源三郎が凍死しそうになったこともある。彼女が着ている服は超低温にも耐えられる特殊な服らしく、普通の服は体温が下がった際に凍り付いて砕けてしまっていた。しかし、フェリクス・メンデルズのいた施設で見つけた新しい服は、以前の物よりも彼女の冷気を押さえ込む力が強いらしく、普通の服を上から着られるようになった。
本名は岩倉日奈美（いわくら になみ）。彼女の能力は改造により備わったものではなく、生来持っていたものである。約80年前、実の父親に意識不明にされ人体実験の被験者として差し出されるが、自己防衛本能からか能力が発動、周囲を氷漬けにして自らも仮死状態となり眠りについていた（関東大震災の直後の出来事らしく、大正生まれらしい）。
体温を下げないためにテンションを上げていつも騒いでいるが、父親ゆずりなのか一旦キレるとまさしく氷のように冷えた性格となる。ユウの寝床に潜り込んだり胸を見せてユウを誘惑するなど好意を持っているようだが、それが恋愛感情なのかは不明。体温を上げるため、辛いものや暖かいものをよく食べているが、それを差し引いても食材選択のセンスはかなりズレている模様。そのため、ニナミの手料理を食べたせいで気絶した者もいる（妙な食材を使わずに且つ普通の調理法で作ればまともな料理が出来るため、料理自体は下手というわけではない）。
神貫との決戦後はユウと共に唯を引き取り暮らしている。唯曰くとんでもない料理を作るのは相変わらずのようである。
九条 源三郎（くじょう げんざぶろう）
ユウとニナミの現在の保護者である壮年の男性。稲妻のような模様が描かれたバンダナを巻いている。普段は喫茶「九条」のマスターだが、裏の顔は関東咎人会からの仕事を請け負う殺し屋。かつては「銃神」の異名をとる凄腕の殺し屋であり、15年前に本部への昇格をも打診されたが辞退しているという過去を持つ。しかし10年前に、長らく会っていなかった息子・誠二夫婦の赤ん坊・唯を抱いて以来命の重さを痛感するようになり、銃を撃つことに身体が極度の拒否反応を示すようになってしまったため咎人を引退。「九条」を開いて静かに暮らしていた。しかし誠二は交通事故で植物状態となった唯を救うためにある男から彼女の脳強化改造を提案され、彼女の改造に成功するも彼女を連れて脱走しようとしたために致命傷を負わされ、源三郎に唯の捜索と（場合によっては）殺害を依頼。以来息子の残したデータから唯の改造を提案した男の所属する組織を探るため前線に復帰。アジトを探り回っていた際にユウとニナミを改造した組織のアジトに乗り込んでおり、2人を救い出した。
復帰後の咎人会でのポジションを確保するためか、依頼料は比較的安値で取引することもある。怒ると結構怖い。仕事はユウとニナミに任せているが、2人の存在は「ただの部下」としか咎人会に報告していない（2人が利用されることを防ぐための措置であり、素性も明かしていない）。仕事ではハッキングや通信妨害などのサポート担当。コーヒーは、喫茶店を始めたころに比べかなりましになったらしい。
その後、百舌丸の助けにより自分の実力を取り戻し（至近距離から撃たれた銃弾をかわして敵に接近できる）、ユウとニナミに咎人をやめさせるために彼らと決別するが、ユビキタスとの戦いの中で再会。その時に一緒にいた光の姫君こと自分の孫娘の唯と接触し、彼女を連れ戻すために単身で関東支部に乗り込むが、ユビキタスに寝返った支部長との戦いで相打ちとなり、ユウとニナミに唯の奪還を託した後、鈴蘭に看取られながら眠りに就いた。
なお読み切り版『断罪の炎人』には登場していない。

### 咎人会
支部長（しぶちょう）
咎人会関東支部の支部長。本名・黒沢。（篠塚の件の時には黒巣という偽名を使っていた。）真夏日であろうと黒いマントとチューリップハットという出で立ちを崩さない。殺し屋としても源三郎に匹敵する実力を持ち、目にも止まらぬ身のこなしで薄い金属を仕込んだマントを用いて対象を一瞬で斬り刻み、殺害する。また、記憶や行動をある程度操作できる催眠術も使用する。源三郎とは彼の現役時代の先輩・後輩の間柄で、殺し屋としての彼を尊敬し認められたいと願っていた。
常に穏やかな微笑を絶やさず礼儀正しい人物に見えるが、激高するとおぞましい顔つきになる。悪を根絶したいという思いはかなり強く、そのためには咎人会ではご法度とされている殺人勧誘や依頼なしの殺人など手段を選ばず、復帰したばかりの源三郎を試すようなことも度々行う食えない人物。紅茶に強いこだわりを持ち、お気に入りの茶葉を扱う店の営業を停止させたくないがために咎人として動く（殺人まではしないが）ほど。上司である銀龍からの説教が大の苦手で、説教を受けた後に紅茶を飲んで気晴らしをするのが習慣。
久遠との一件でユウとニナミと初めて接触し、2人を正式な咎人として咎人会に迎え入れた。ユビキタスとの戦闘後、銀龍の理念に同調してユビキタスに寝返り、唯を助けに来た源三郎と戦うが、隙を突かれて頭部を撃たれ、自分が敬愛していた彼に実力を認められたことに満足しながら死んでいった。
カズミ
支部長の元で働いているメイド。支部長お気に入りの紅茶の葉を買うなどの単純な雑用の他、殺しの仕事の後始末なども行う。裏の仕事に携わっている人間としては口が軽く、星野かえでに支部長のことを教えたり、源三郎に支部長が銀龍にいびられていることを洩らしたりしている。カズミをはじめとする支部長に仕えるメイド達は、支部長の依頼なしの殺人によって救われた者達であるらしく、支部長の死後は咎人会にもユビキタスにも従うつもりはないと述べ、彼の遺言に従いユウとニナミに本部の場所を教える。
咎人会壊滅後は、他のメイド達と共にペンションを開業した。
鈴蘭（すずらん）
関東咎人会の殺し屋である女性。年齢は20代後半。「臆病者」を自称し、殺気や危機を事前に察知することに優れている。源三郎とは10年以上前からの知り合いで、彼の復会を手伝うなど、咎人会の人間の中では最も源三郎と仲が良い。咎人会に入会したのは蜂車曰くなりゆきらしく、そのことについて源三郎は後悔しており、なるべく危険な目に遭わせないようにしている。ちなみに愛車はトヨタ・スープラ。殺人の手段は毒殺で、副業として香水店を経営している。源三郎に信頼されているユウとニナミへの嫉妬心からか彼らを避けていた。
銀龍と関東支部長の咎人会乗っ取りに反目し、ユウ、ニナミと共に関東支部まで来たが、源三郎の死を看取り、2人に後を託す。咎人会壊滅後も表の世界に戻らずに、個人の咎人として活動している（本人曰く地獄で源三郎達に会うため）。形見なのか、生前に源三郎が巻いていたバンダナを身に着けている。
百舌丸（もずまる）
関東咎人会の殺し屋である老人。性格は冷静沈着、感情の起伏も少ない。仕事で生き延びるため、「感情が入りそうな仕事は決して引き受けない」という信念を持つ。殺人の手段はライフルによる狙撃。副業はバーのマスター。
後のユビキタスとの戦いで、殺害したはずが辛うじて生存していた鷲尾に不意打ちを食らい、咎人会の未来を赤銅に託し鷲尾と相打ちとなり死亡した。
赤銅 烈（あかどう れつ）
関東咎人会の殺し屋である若い男。常にライダースーツのような服とサングラスという格好。人間離れした怪力の持ち主で、そのパンチは岩をも砕き、チタンすらもへし曲げるほど。
咎人としての働きに誇りを持つ熱血漢。しかし普段はその熱さが空回りし、福田殺しを成功させて本部への昇格を試みるも、計画を練りすぎたためか源三郎に先を越されて失敗。その後自己鍛錬と称し雪山で熊を倒そうとして逆に殺されかける。元咎人の我楽の所で一週間鉄を打ち続け、何事にも動じない集中力を身につけたと自称するも、実際は身についておらず、ユウとのオブジェ作りの勝負でも負けてしまう…などなど、情けない面ばかりが目立つ。
銀龍と関東支部長の咎人会乗っ取りに反目し、銀龍＝神貫に自ら戦いを挑んだが、その実力を前に一瞬で敗北してしまった（ただし、顎に拳をかすらせたことで軽い脳震盪を起こさせており、ユウへの援護を成し遂げた）。しかしどうにか生き残り、決戦後は鈴蘭と組んで咎人として活動し、鈴蘭を「相棒」と呼んでいる（鈴蘭は嫌がっているが）。
本名不明
関東咎人会の殺し屋である若い男。小太りで眼鏡をかけている。福田殺しを成功させて本部への昇格を試みたが、自分の実力を過信しすぎていたために返り討ちに遭い死亡する。名前が明かされる前に死亡したため本名は不明（4巻のあとがきで彼の名前についての質問が出た際に作者に「読者の嫌いな人の名前を付けてもいい」という仕打ちを受けていた）。殺人の手段は遠隔操作式のトラップ。
長谷野（はせの）
関東咎人会の殺し屋の男。ユビキタスの標的にされてしまい、久遠に追われて我楽のところに逃げ込むが久遠に殺害された。
「光の姫君」（ひかりのひめぎみ）
咎人会本部の情報管理・計画立案を担う、IQ400の天才少女。その正体は脳の半分以上を機械化された源三郎の孫娘・九条唯であり、交通事故で脳に損傷を負い植物状態になったところをユビキタスにより改造される。その後ユビキタスの一部勢力によって解剖されそうになったため、それを嫌った銀龍＝神貫の手によって咎人会へと匿われている。あらゆる電子機器を支配下に置く力があり、瞬時に依頼の可能性を判断することが可能。
気まぐれな性格で言葉遣いが乱暴かつ生意気だが、強い正義感と自我を持っている。その能力を持つが故に、色々な闇の組織から狙われており、闇の組織を誘き出すために咎人会を逃げ出した際に、ユウとニナミに出会う。四六時中仕事ばかりで部屋にカンヅメにされているためか、銀龍ら監視担当者に隠れてネットゲームをやっているらしい。ニナミからもらったぬいぐるみの「マンボウ」をいつも持っている。決戦後はユウとニナミに引き取られ、2人の「娘」としてごく普通の子供として生活している。ただし、裏では相変わらずその能力を使い、得た情報を真嶋に流している様子。プロトタイプ版では別の名前で登場している。
本来両耳が有るべき場所には鳥の嘴を思わせるパーツが付いており、これを開くと、内部には咎人会のコンピュータと有線アクセスするためのコネクタが存在している。自由の身になって以後は、あまりに目立つこのパーツを補聴器と公言している。
銀龍（ぎんりゅう）
咎人会本部に所属する女性で非常に高圧的。普段はホログラムで支部長達に指示を出している。関東支部長は、よく彼女に説教されている。彼女も腕が立つ咎人で、福田孝や光の姫君を狙っていた闇の組織の戦闘員を一人で倒したほど。殺人の手段は支部長同様、何らかの刃物による斬殺。だが実はユビキタスの一員であり、その正体はユウの体を改造した本人である神貫。

### 警察
真嶋 護（まじま まもる）
警視庁の警部。後に警視。元々の所属は公安部。女性は苦手だが、ニナミに想いを寄せている。咎人会関連の事件を捜査する「全国未解決事件総合対策本部」の班長を務める。いわゆるキャリア組であるが、自分の足での捜査、危険な任務は自ら買って出るなど、人間として出来た人物。また、手錠を付けたまま犯人を撃退したり、ユウの攻撃を素手で受け止めたりと、実力も本物。「犯罪者は法の下で裁かれるべき」と考えており、咎人会のやり方を快く思っていない。
父親はある大会社の社長で、金の亡者と呼ぶにふさわしい強欲な人間だったが、裏金問題で濡れ衣を着せた部下が自殺した件で逮捕されて以後は改心し、出所後は贖罪のために生きることを誓う。だが出所を迎えた日、真島と妻の目の前でトラックに轢かれ死亡し（これが咎人会によるものか、そもそも本当に復讐殺人かは言明されていない）、この件で疑心暗鬼となった妻も心労で他界する。周囲からも父親の更生を理解されず、「死んで当然」と評されており、「犯罪者は法の下で裁かれるべき」という考えの根源はここにある。
警察のトップの不正を暴き、法の下で裁こうとするも、先に咎人会に先を越され真実をうやむやにされてしまい、自分の無力さに打ちひしがれる。
一度はその考え方の相違からユウ達と敵対するも、後に和解。決戦後はユウとニナミを捕まえることもなく、唯を含めた3人を見守る立場にある。
なお、彼が作中で初めて「イフリート」という言葉を口にした人物である。
馬場（ばば）
警視庁の警部。咎人会関連の事件を捜査している。人脈が広く、周りの人間の信頼も厚い。現在は、真嶋の班の所属。
岡田（おかだ）
馬場の部下。咎人会関連の事件を捜査している。余りに現実離れした殺害方法からユウとニナミのことを「悪魔みたいな連中」と恐れている。馬場と同じく、現在は真嶋班の所属。刑事としては未熟。

### ユビキタス
神貫（かみぬき） / 銀龍（ぎんりゅう） / スコルピオ
ユウを改造した張本人にして、本作の黒幕。「人間同士が争わない世界」を作り上げることを目的に暗躍する。
生来のイフリートであり、さらには予知能力まで備えている。人心掌握術に長け、顔や名前、さらには性別までも変えてさまざまな人間・組織に近づき、自らの遺伝子を多くの研究施設に自分の正体を伏せつつ提供し、人間を改造させることで自分と同じイフリートを次々と増やしている。「神貫」も偽名の一つであり本名は不明。戦闘能力は高熱を発しない生身の状態でも極めて高く、一瞬にして対象を切り刻むことほどの実力を持つ。
ユウの改造後は、高圧的な女性・銀龍へと姿を変えてユビキタスの隊長となる。その後ユビキタスが改造した光の姫君を手中に収めようとしたが、ユビキタスの一部勢力が姫君を解剖しようとしたために彼女を咎人会へと預け、自らも咎人会へと潜入し幹部となり、姫君の成長を見守ってきた。
光の姫君が完全な自我を手に入れたところで、関東支部長を操り厄介な実力者であった支部長と源三郎を相討ちにさせるよう仕向け、その後咎人会幹部を全員殺害し会を壊滅へと追い込む。その後光の姫君を完全に屈服させるべく、ユウとニナミに自分の正体を明かし戦いを挑んだが、ユウの想いに敗北し、彼を賞賛しながら死亡した。
久遠（くおん）
ユビキタスの一員でイフリート。ある咎人を殺す任務を命じられ、その咎人を追って我楽の家に侵入し、ユウとニナミと出会う。襲ってきたユウを一蹴し、目的の咎人を殺した後、自分を殺しにきた関東支部長と交戦する。しかし決着は着かず、ユウに『次に会った時は必ず殺す』と言い残してその場を去る。ちなみにユウのことは知っていたが、ニナミのことは知らなかった模様。
その後ユウと再び対峙するも敗れ、サヤと共に逃亡。イフリートへの改造は一定期間に限定されていたため、ユウに敗北した後力を失う。その後、ダムに流れていたユウを助けるため真嶋に協力。現在は、サヤとともに会社を経営。社長として仕事をしているが、本人は売り込んでいるプログラムを理解していない様子（サヤ曰く「私だけだと軽く見られそうだから、一緒に居てくれるだけでいい。イメージが大事」とのこと）。
サヤ
ユビキタスの一員で、久遠のパートナーの女性。久遠と無線で会話して彼に指示をしている。IQ150という高い知能を持ち、ハッキングなども担当している。
かつて久遠に救われ、それが縁で彼の仕事の手伝いをしていた。しかし難病にかかってしまい、その治療と引き換えに久遠はイフリートになった。咎人会崩壊後は、久遠と共に会社を経営。プログラムを作り、売り込んでいる。
石楠花（シャクナゲ）
ユビキタスの一員で、隊長直属の部下の一人。鈴蘭同様毒使いの女性。自分のターゲットである鈴蘭を尾行し、喫茶店の店員に扮して罠にかけるも、殺し屋の気配に敏感な鈴蘭には尾行を見破られており、鈴蘭が店内に流し込んだ毒薬により死亡。
鷲尾光二（わしお こうじ）
ユビキタスの一員で、隊長直属の部下の一人。百舌丸同様狙撃手。左目に傷がある。ターゲットを敢えて一撃で殺さず、じっくりと嬲り殺すやり方を楽しむ。死んだフリをした百舌丸に騙されて一瞬眼を離したことが仇となり逆に狙撃される。瀕死の重傷を負いながらも生き延び、警察の足止めをしていた百舌丸を再び狙撃、最終的には相打ちとなった。
欖岩（らんがん）
ユビキタスの一員で、隊長直属の部下の一人。腕力に物を言わせて戦う巨漢。殺人を行なうためだけに肘から先の骨をチタンに埋め替えている。一度は赤銅を気絶させるも、強い信念を持って戦う赤銅には敵わず、チタンの腕を折られ敗北する。
我家兄弟（がかきょうだい）
二人組みで兄弟の殺し屋でユビキタスの一員。共に隻腕でもう片腕にはめられた鉄の爪が武器。咎人会の策略によりユウ、ニナミ、赤胴と交戦。序盤は優れた敏捷性で有利に進めるも、兄は赤胴に鉄の爪を逆手に取られて地面を破壊するほどの殴打で臓器を破壊されて死亡。弟は力の弱いニナミを狙おうするが、赤胴の言葉にふっきれたユウの炎で焼死。
解体屋（かいたいや）
作業着を着た五人組の殺し屋で、つるはし、ハンマー、ドリルと言った工具を武器にしている。ユビキタスとの全面戦争でユウ、ニナミと戦ったが、ユウとニナミの能力、コンビネーションに翻弄される。元々はまっとうな解体屋だったが、金が必要になったため殺し屋を始めた。しかしまだ日が浅く、誰も殺していない。そのため見逃されそうになるが、その場にやって来た久遠に殺される。ユウと久遠の戦闘後、辛うじて生き延びていた1人が戦車で彼らを奇襲したが、光の姫君が操ったトライヘッドに戦車を横転され、それでもなお詰め寄ろうとしたところを源三郎に射殺された。

### 標的と関係者
谷川 慎（たにかわ しん）
連続強盗殺人犯。強盗に入った家の住民を女、子供かまわず皆殺しにしていた。物語冒頭において、解体中の教会内でユウに裁かれる。
袖崎 友和（そでさき ともかず）
袖崎貿易社長。会社の荷物に細工して麻薬と銃の密輸をしていた。それを知ってしまった女性社員を、側近の米川と三宅に命じて殺害させる。殺害された女性社員の母の依頼により、ユウとニナミに側近共々裁かれる。
武藤 心平（むとう しんぺい）
金持ちの息子。3年前に垣原の妻を殺害し、その仇討ちをしようとした垣原を殺害した罪により、ユウに裁かれる。後に、彼の両親はユウによって家を焼き払われ、源三郎の工作で無一文になる。
酷薄な両親に家や会社を継がせる為の道具の様に育てられたため、彼の両親は垣原を殺した事で彼を見捨てており、彼の訃報を聞いても一切動じなかった。自分の悪事を咎めた垣原の妻が両親よりも自分を“人間”として扱ってくれた事に最期まで気付かなかった。
垣原 英一郎（かきはら えいいちろう）
不動産会社社長。3年前、妻がひったくりに遭い、追いかけたところ逆ギレされて殺される。犯人である武藤心平の両親からは「気持ち程度の慰謝料」として100万円（判決では億単位だったが、全額支払う義務はない）を受け取り、その後3年間仕事に没頭し耐えてきたが、「判決で得た慰謝料で稼いだんじゃないか」という周囲からの陰口なども手伝って、ついに限界を迎え、妻を殺した武藤の殺害を決意。殺害に失敗した時のために咎人会にも依頼し、加えて武藤の殺害に成功した際は自分を殺害することも依頼する。結局殺害には失敗し、武藤に返り討ちに遭い殺される。
横山 真義（よこやま まさよし）
国立医療研究センターのセンター長。健康な患者を重病人に仕立ててセンターに送らせ、その臓器を売って金にしていた。患者の一人、七倉麻里もそのやり方で殺される。麻里の死に違和感を覚えた麻里の姉に臓器売買の証拠を掴まれるが、配下の研修生を使って証拠を奪還し、念のために彼女の口を封じようと試みるが、ユウに阻止される。その際のユウの暴走で自分の身の危険を感じ、研修生を始末してプロの用心棒を雇い逃亡を企てるが、用心棒もろともユウとニナミに裁かれる。
七倉（ななくら）
研修生。下の名前は不明。殺された妹の仇を討つために国立医療研究センターに研修して臓器売買の証拠を掴むが、横山の配下の研修生によって証拠の入った封筒を奪われた挙げ句横山と研修生に口封じされかけるが、ユウに救われる。そのことで自分の無力さを感じ、支部長の勧誘を受けて咎人会に横山の殺害を依頼する。
その後のエピソードにも度々登場している。
梅木 武司（うめき たけし）
会社員。車の運転中に事故を起こし人を死なせてしまったが、同乗していた同僚の前田が事故により意識不明なのをいいことに、前田に罪をなすりつけた。前田の彼女である未央に、自分の彼女になるのなら損害賠償の件はなしにしてもいいと持ちかけるが、拒まれる。そうこうしているうちに肝心の前田の意識が戻ってしまったので、自殺に見せかけて前田を殺害。梅木が前田に罪をなすりつけた上に殺したことを偶然知った未央は、咎人会に梅木の殺害を依頼。女の幸せを奪った外道として、ニナミによって裁かれる。
未央（みお）
前田の恋人。前田のために自動車事故で死亡した人と梅木に賠償するための金を意識不明になった彼にかわってアルバイトで稼いでいた。かつては「木刀女王」と呼ばれたほどの不良であったが、前田に諭されたおかげで人生をやり直すことができた。今度は自分が彼を支えて守ってあげようと思い、彼のためにほぼ一日中、ラーメン屋や喫茶店などで働きづめでがんばっていた。しかし、前田の死のショックで倒れ、知らない間に身ごもっていた子供を流産してしまった。前田からの留守電のメッセージと梅木の呟きから事件の真相と前田が梅木に殺されたことを知り、恋人を無残に殺された恨みに燃えて咎人会に梅木の殺害を依頼する。その後、商店街の人々や後輩の支えによって立ち直り、現在は田舎に帰省している。
星野 文彦（ほしの ふみひこ）
アカツキインダストリー社長。技術者としての才能にあふれている上、正義感の強い性格のため社員からの信頼も厚い。10年前、当時同僚だった小田が同じく同僚の吉川祐二（よしかわ ゆうじ）に大火傷を負わせたことに責任を感じており、吉川に毎月資金援助しており、自分の生命保険の受け取り先も吉川にしていた。しかし、そのことが小田に知られ、吉川になりすました小田は星野の生命保険目当てで咎人会に依頼、星野は標的にされてしまう。そのためユウに殺されかけるが、依頼人が偽者であったことが寸前に発覚したため、事なきを得る。その後、馬場から渡された本物の吉川の遺書を読んで彼が自分を全く恨んでいなかったことを知り、彼の遺志を引き継ぐべく吉川の研究データを元に新しい機体を開発し、記者会見の時にその機体と共に吉川の名前を公開し、彼の技術者としての生きた証を残した。妻子持ちでかなりの親バカ。なお、彼の会社で開発された警備ロボット「トライヘッド」は、その後も何度か作中に登場している（納品間際のトライヘッドを光の姫君に持ち出されて大慌てしていた）。
小田 基行（おだ もとゆき）
元は大手コンピュータメーカーの開発員。10年前、同僚の吉川の作ったプログラムを盗んだのがバレたため逆ギレし、吉川に大火傷を負わせて口封じを図り、会社の金を持ち出して逃亡する。そして現在、盗み出した金が尽きたため過去の同僚の家を調べて盗みを繰り返していた中、吉川の家に空き巣に入った際に同じく同僚だった星野が吉川を受取人とした生命保険をかけていることを知り、保険金を手に入れるために吉川を殺害して成り代わり、星野の殺害を咎人会に依頼する。医者の診断書を用意し、指紋も偽造して完璧になりすましていたが、ニナミの証言（吉川は大火傷の後遺症で手足の感覚を失っていたにもかかわらず、ユウに腕を掴まれた際に「熱い」と反応していたこと）と光の姫君の調査から正体が露見し、騙されたことを知って激昂した支部長に全身をバラバラに切り刻まれ裁かれる。
青木 岳（あおき がく）
13件にも及ぶ強盗殺人を起こした指名手配犯。左目の方にある大きな傷跡が特徴。金持ちの家ばかりをターゲットにする。蜂車の家族を皆殺しにした張本人でもある。海外の傭兵部隊にいた経歴を持ち、体術やナイフの使い方に非常に長けており、ユウを簡単に組み伏せ、一度はダウンさせる。しかし予想外の能力に驚き、池に逃げた後にニナミに下半身を氷付けにされ、蜂車に殺された。
蜂車 荘一（はちぐるま そういち）
かつては咎人会に所属していた、針で人を殺す針使いの男。針を使った治療も得意。殺し屋稼業を引退して息子一家と牧場で暮らしていたが、青木に息子夫婦と孫を殺され、敵を討とうにも青木には敵わず、生まれて初めて敵に背を向けて逃げる羽目になってしまった。自分の衰えた腕では青木に勝てないと判断し、咎人会に依頼。かつての仕事仲間で信用できる源三郎・鈴蘭・百舌丸のいずれかに頼むつもりだったが、百舌丸が降りたため源三郎・鈴蘭に依頼する。最後の瞬間にかつての実力を取り戻し、青木の殺害に成功。咎人会に消される前に鈴蘭が調合した毒薬を自ら飲み、警察での自供中に死亡した。源三郎には「ハチ公」、鈴蘭には「ハチさん」と呼ばれていた。
飯塚 洋介（いいづか ようすけ）
消防士。火災現場に真っ先に飛び込んで人命救助を行うなど、一見正義感の強い若者だが、正体は政治家に不正献金している人物などの家に発火装置を送りつける連続放火殺人犯（真っ先に突入するのも発火装置など証拠の隠滅や標的にトドメを刺すため）。小川晃の父と祖父母を殺害する現場を晃の姉・美奈子に見られ、ターゲットに。被害者が小悪党ゆえ、本人は自分の犯行を正義と主張していたが、ターゲットの家族や目撃者をも巻き添えにするやり口なのでユウからは否定的に見られており、依頼通り裁かれる。美奈子の依頼により放火の事実は公にされず、火災現場での殉職として処理されたため、結果として自分を慕っていた人々に真相を知られることなく英雄として死んだこととなった。
小川 美奈子（おがわ みなこ）
晃の姉。洋介が自分の家族を焼き殺すところを目撃したため彼に命を狙われる。洋介が起こした火事で意識を失い、助かる見込みもないと言われていたが奇跡的に意識を取り戻した。咎人会に彼の殺害依頼をした直後に爆発物の入った箱を送られて殺されそうになるが、源三郎にケーキ入りの箱とすり変えられたおかげで難を逃れた。依頼の際に、家族を殺した仇であるとはいえ、引きこもり気味だった弟の晃に元気を与えてくれた恩人として洋介の犯行が公に知られないようにと支部長に頼んだ。
荻野（おぎの）
連続強盗殺人犯。これまで何人もの人間を殺してきたとされているが、証拠がなく、捕まったとしても死刑にするのは難しいと言われていた。町で職務質問中に逃走、人質を取りコンビニに立てこもったが、偶然そこに居合わせた真嶋とユウによって取り押さえられる。5年前に荻野に娘を殺された男の依頼により、護送中に百舌丸とニナミの援護によりユウに裁かれる。その時、護送に真嶋が居合わせていて、幸いユウの顔は見られなかったものの、炎の魔人のような人物が悪人を裁いていることが知られる。
吉尾（よしお）
大企業の社長。自身を重要かつ特別な人間だと豪語し、自分の地位や名誉を守るためなら他の人間（本人曰く「代わりがいくらでもいる凡人」）を殺すことも厭わない（捕らえられた際に「いったいどいつの復讐なんだ！？」などと喚いており、依頼の件以外にも同様の被害者は多数いた模様）。彼の高慢な態度はニナミの失われた記憶を呼び覚ますこととなった。後に咎人会で入札が行われ、鈴蘭が落札した（源三郎達は落札に参加していなかった）が、源三郎達の希望によってニナミに裁かれる。
安村 徹（やすむら とおる）
工事現場で働く老人。数年前、自分の住んでいた村で娘の香を吉尾の車に轢かれ、彼が会合に間に合わせるために見殺しにされた。彼の村は吉尾の支配下にあったため、警察に相談しても相手にしてもらえず、さらには吉尾に逆らったとみなされ家を焼き払われる。以後、吉尾に復讐を誓うがボディガードがいたため手出しできず、咎人会に吉尾の殺害を依頼した（一度は依頼金が少なかったため断られ、働きづめで頑張って仕事をして依頼金を貯めていた）。暇な時に子供達に独楽や竹馬の遊び方を教えていたため、子供達に好かれていた。依頼する直前に吉尾の部下に襲われて重傷を負い、自分の命と引き換えに依頼のために貯めた依頼金を支部長に渡すが、仕事仲間や子供達に病院に運ばれたおかげで一命を取り留めた。
福田 孝（ふくだ たかし）
悪名高い殺し屋。金のためなら殺しを依頼した者さえ殺す残忍な性格で、さまざまな人間から恨みを買っていた。半年前に強盗殺人をしている時、被害者の遺族に顔を見られて北海道支部でターゲットにされるが、咎人を3人も返り討ちにする。最終的には咎人会本部の人間（シルエットからおそらく銀龍）に裁かれる。
福田 誠（ふくだ まこと）
上記の殺し屋、福田孝の弟。兄の死に疑問を感じ、何者かが暗殺組織に兄の殺害を依頼したと考え、兄に恨みを持っていそうな人物を次々と殺して回った。このことを重大に受け止めた咎人会本部により、依頼なしで彼をターゲットにするという異例の処置を取る。殺しの腕前は兄同様に一流で、関東支部の咎人が一人犠牲になっている。ユウに殺されかけて恐怖を感じ、警察に保護されるが最終的に支部長によって裁かれる。
及川（おいかわ）
建設会社の社長。現職の国会議員に賄賂を渡し、商店街の地上げを行っていた。星野かえでに依頼を受けた支部長により議員共々催眠術をかけられ、自分達の贈収賄の証拠を記者会見で暴露し、法の下に裁かれることになった。
星野 かえで（ほしの かえで）
星野文彦の愛娘。祖母が営んでいる紅茶屋が立ち退きに遭いそうになったため、カズミの助言に従い、店を贔屓にしていた支部長に紅茶の茶葉を報酬に「おばあちゃん達をいじめる悪いおじさんをこらしめて」と依頼する。エピローグでは唯に懐いている様子がうかがえる。
フェリクス・メンデルズ
国籍不明の元傭兵。ユウ同様神貫に身体を改造されイフリートとなった。戦うことに生き甲斐を見出す性格で、「休むことなく戦い続けられる身体」が手に入ると言われ自らの意思で改造を受けたという。青森の研究所に収容されていたが、近々処分されることが決まったのを知り、研究員を皆殺しにして脱走。その後、小さな村を壊滅状態に追い込み、生き残った村人が咎人会に彼の殺害を依頼した。本来は東北支部が依頼を遂行するはずだったが、立ち向かった2人のうち一人は殺され、もう一人は太刀打ちできずに敗走した。そのため東北支部は本部に依頼したが、本部が他の支部に丸投げしようとしていたため関東支部が受けることになり、源三郎達3人が依頼を遂行することになった。元が傭兵のため身体能力が高く、銃器の扱いにも長けている。高い戦闘能力で一度はユウを追い込むが、ニナミを力づくで自分のものにしようとしたことがユウの怒りを買い、新たな装備と自身の特性を活用した彼に惨敗する。敗北後も2人に迫ろうとするが、最後は自身の熱で燃え尽きた。彼の名前や素性は、源三郎が研究所の跡地から見つけた資料から明らかとなった。
杉中 実（すぎなか みのる）
料理店経営者。表向きは女性に人気な美形で穏やかなシェフだが、本性は女性を狙った連続殺人を行ってきた凶悪犯罪者。睡眠薬を入れた料理を食べさせてから眠らせ、殺す前にその被害者の体の美味しそうな部分を切り取って料理して食べるという歪んだ嗜好の持ち主。店に来たニナミと彼女の友人三人を殺そうとしたが、支部長の連絡により駆け付けたユウによって裁かれる。源三郎と支部長の工作により彼の死は事故死とされた。
戸叶（とがの）
ある慈善団体の一員。難病の子供を抱える親に代わって募金を集めるなどしていたが、その裏で子供を病死に見せかけて殺し、内臓を抜き取って臓器売買に宛てていた。小倉つばさという少年もその犠牲となり、そのことを知った光の姫君の手により、入札なしで源三郎達が依頼を遂行することになった。ただし、源三郎達は光の姫君の指令であることは知らず、ただ本部から指示が来たと思っている。つばさの姉であるのぞみという少女を誘拐して、取引相手に手土産代わりに渡そうとしたが、間一髪で突入したユウによって部下と取引相手を一掃され、自身もニナミの手によって裁かれる（その際、ゴミを見るような目で「今まで何人も殺してきたけど…こんなに心が痛まないのは初めてよ」と吐き捨てられた）。なおその慈善団体で悪事を働いていたのは彼と彼の部下の2人だけだったらしく、悪用されかけていた募金は慈善団体の本来の目的に使われることとなった。
篠塚 欣介（しのづか きんすけ）
警視監。警視監でありながら、麻薬取引組織の親玉という裏の顔を持つ。警視監の地位を利用して闇組織の捜査を独断で打ち切り、恩を売った犯罪者たちを集めて私設のマフィアを結成してその力でさまざまな相手に圧力をかけ、上の地位へのしあがってきた。彼の不正を公表しようとした入江の友人の記者・板谷に罪を被せて殺し、入江の方も手下を使って殺そうとしていた。自分の行動を正義だと確信し、「悪をこの世から排除するためには、毒を持って毒を制する他ない」という思考のもと、そのためなら多少の犠牲は仕方ないとまで言う歪んだ正義感の持ち主。真実を知って篠塚の悪事を暴こうとした真嶋を手下を使って口封じに消そうとするが、入江の依頼で動き出したユウとニナミに手下を始末され、自身も百舌丸に裁かれた。
藤谷 敏二（ふじたに としじ）
篠塚の部下で元指名手配犯。篠塚が結成したマフィアのリーダー格であり、彼の下で裏の活動を行っていた。証拠隠滅のために入江の自宅に忍び込んだ際に真嶋に妨害され、挌闘の末に重傷を負いながらも逃走する。それ以来、真嶋を敵視して復讐の機会をうかがっていたが、最期はユウとニナミに仲間諸共裁かれた。
入江 俊徳（いりえ としのり）
元戦場カメラマン。篠塚に殺された板谷の仇を討つために板谷から託された証拠を彼に代わって公表しようとしていたが、どこの新聞社にも取り合ってもらえず、その途中で篠塚に自分の両親を殺され、自身の命も狙われる。篠塚の力のせいで不正を暴くことができないと感じ、せめて板谷の仇だけでもを討とうと決意。垣原と同様に失敗した時の保険として咎人会に依頼し、ある国の皇太子のパレードの時に篠塚に襲い掛かるがユウと真嶋に阻止される。取調べの時に、自分の意思を理解してくれた真嶋の正義感の強さに感動するが時すでに遅く、弁護士に化けた支部長に差し出された裁判の手引きにはさまれていた毒が塗られた栞を飲み込んで自殺する。
戸高 伸二郎（とだか しんじろう）
会社社長。裏で麻薬取引を行っており、それを公表しようとした社員を口封じに家族諸共殺害した。本来は彼のボディーガード3人を含め、ユウとニナミ、赤銅の3人が依頼を遂行する予定であったが、先回りしていた我家兄弟にボディーガード共々惨殺された。

### その他の人物
山本 邦平（やまもと くにひら）
喫茶店「九条」の常連客で青果店の経営者。いい年して看板娘のニナミに惚れていて、デートに誘おうかと画策しているが、ニナミの手料理（カレー、バレンタインチョコ）を食べてひどい目にあったことがある。ニナミに「くっぴー」と呼ばれている。
山本 一道（やまもと かずみち）
喫茶店「九条」の常連客で邦平の長男。父親同様、ニナミに惚れている。ニナミに「みっちー」と呼ばれている。
九条 誠二（くじょう せいじ）
源三郎の息子。交通事故で植物状態になってしまった唯を救うため、ユビキタスに実験台として差し出してしまう。その後助け出そうとするも失敗し、持ち出せた情報と唯を助けることを源三郎に託す。父・源三郎が殺し屋であることは承知していた。
九条 桜（くじょう さくら）
誠二の妻。その明るい性格と笑顔から、源三郎は苦手だとぼやいていた。唯を乗せて運転していた車が事故に遭い、その際に死亡。
九条 唯（くじょう ゆい）
源三郎の孫娘かつ彼が探している人物。交通事故で植物状態となり、ユビキタスに脳強化改造を施され「光の姫君」となる。くわしくは「光の姫君」の項を参照。
岩倉慶介（いわくら けいすけ）
ニナミの父親で軍人。階級は大佐。故人。自分を特別な人間だと思い込んでおり、性格は冷酷かつ残忍。自分の考えに同意しなかったニナミを意識不明にして人体実験に差し出した。

## 用語解説
咎人会（とがびとかい）
法で裁くことのできない犯罪者を報酬を貰うことで殺人を請け負う組織。作中に登場するのは関東支部だけであるが、北海道支部など他の地方にも同様の支部が存在する。
依頼はインターネットの掲示板などで受け付け、組織の人間が依頼人に接触して依頼を受け、依頼人の記憶は催眠術などの類で消しているようである。特殊な状況下による依頼者の希望によっては記憶を消さない場合もあるが、その際は「他言した場合あなた（依頼者）を殺す」と条件をつける。
依頼するのに必要な金額は最低でも200万円必要（理由は支部長曰く、「100万以下の金額じゃ誰も引き受けてくれない」から）。
依頼内容が虚偽のものだった場合、依頼は破棄され最悪の場合依頼人本人が抹殺される。
（標的とはなっていない）標的の家族や標的以外の関係ない人々を巻き添えに殺害したりはしない。
咎人会の活動に支障を来たす犯罪者が現れた場合は、咎人会本部が各支部にその人物の抹殺を通達することもある。
また、銀龍の電話の内容から、警察上層部とつながっているように見える。
作中終盤にて銀龍の裏切り・光の姫君の失踪・一部咎人のユビキタスへの寝返りによる内部分裂により壊滅した。
落札
依頼は、入札で行われ、請け負う咎人を決定するが、この場合はもらう金額を最も少なく提示した人が殺人を行う。選ばれることを、「落札」と呼ぶ。金額の上限は依頼者の提示する金額によって決められているが、下限は特に決められていないらしく、源三郎は思い切って依頼金1000万の依頼を50万で受けたことがある。また、通常とは別に支部長による直接指名などの特殊な落札方法も存在する。依頼料と落札額の差額は、咎人会の活動資金として納められる。
ユビキタス
咎人会とは別の殺し屋の集まり。その実体はいくつもの殺し屋のグループの群体であり、正確な規模が把握しにくい。そもそも「ユビキタス」という名称も咎人会が仮に名づけたもの。
これらのグループの中には、自分達がユビキタスの一員であると認識していないグループも多く、独自の意思で動いていると思っているが、実際は何者かによって裏から操られている。この組織は、咎人会と違い、多くは快楽殺人者であり、金のために依頼なしで悪人を殺したり、果てには善人ですらも殺すため、現れるたびに咎人会と衝突している。また、支部長いわく「この組織が現れるたびに、世界の勢力関係が塗り替えられていく」らしい。百舌丸からは「咎人の天敵」と呼ばれていた。また前述の通り、この組織の隊長は神貫である。
神貫の死により咎人会同様に壊滅状態となった。
イフリート
炎や高熱を操る異能力者の総称。神貫は生来のイフリートであり、自らの細胞を拉致した兵士などに移植し、イフリートを人工的に生み出していた。神貫曰く、どんな優秀な技術者・最新の科学力をもってしても完全なイフリートを人工的に生み出すことはできなかったらしく（移植者はユウを除いて自滅してしまい、久遠のように「一時的にイフリート化する」のが限界）、唯一の成功例であるユウは良い意味で自分の期待を裏切った存在だという。
神貫のいう「人間同士が争わない世界」とは、怪物的な力を持ったイフリートを「人類共通の敵」とすることで、世界中の人間が人種や思想などに囚われることなく一致団結して生きる世界のことであった。